# Yuan Yang
Yuan Yang, née en 1990 est une personnalité politique, économiste et journaliste du Parti travailliste sino-britannique, députée d'Earley and Woodley (en) depuis 2024.
Yang est correspondante Europe-Chine du Financial Times basé au Royaume-Uni. Elle est la première Britannique d'origine chinoise à être élue au Parlement britannique, et la deuxième d'origine chinoise après Alan Mak.

## Jeunesse et éducation
Yang est née à Ningbo en Chine et a grandi dans la province du Sichuan, au sud-ouest du pays. Elle est élevée par ses grands-parents maternels dans une unité de travail (danwei ). À l'âge de quatre ans, elle déménage dans le nord de l'Angleterre avec ses parents - se déplaçant entre Manchester et Leeds. Yang est devenue « passionnée par l'écriture » dès son enfance, et explique que sa passion est « encouragée par mes professeurs et par un groupe appelé The Yorkshire Writing Squad que j'ai rejoint à l'adolescence ».
Yang fait ses études à la Bradford Grammar School (en), une école payante, et obtient son diplôme en 2008. Elle étudie pour obtenir une licence en philosophie, politique et économie au Balliol College d'Oxford, où elle  obtient son diplôme en 2011 avec mention très bien. Elle est responsable des femmes en congé sabbatique au sein de l'Oxford Student Union (en).
En 2008, au milieu de la crise financière de 2007-2008, elle cofonde Rethinking Economics (en), une campagne à but non lucratif que Yang décrit comme née de la conviction que « les étudiantes devraient pouvoir choisir entre différentes écoles de pensée » en ce qui concerne l'enseignement de l'économie,,. Yang souhaite que la campagne offre un espace aux étudiantes souhaitant aborder « les problèmes économiques du monde réel, les questions plus larges de justice économique et de réforme de l'économie réelle ».
Yang fréquente la London School of Economics de 2012 à 2013, où elle obtient une maîtrise en économie. Yang  étudie à l'Université de Pékin en 2013 dans le cadre d'un programme parrainé par le gouvernement.

## Carrière de journaliste
Dans une interview accordée à Quartz en 2021, Yang indique qu'elle avait initialement l'intention de devenir poétesse, mais qu'elle s'est tournée vers le journalisme par accident.
Elle commence sa carrière de journaliste en tant que stagiaire Marjorie Dean dans la section économie du magazine The Economist.
En 2016, elle retourne en Chine en tant que correspondante économique pour le Financial Times. Elle est cheffe adjointe du bureau de Pékin du FT et couvre le secteur technologique et l'économie de la Chine. Yang est également une contributrice régulière à BBC News.
En mai 2024, le livre de Yang Private Revolutions (en) est publié par Bloomsbury Publishing. Le livre raconte le passage à l’âge adulte de quatre femmes nées en Chine dans les années 1980 et 1990, dans une société sur le point de changer au-delà de toute reconnaissance.

## Carrière politique
En décembre 2023, Yang est annoncée comme candidate du Parti travailliste pour  Earley et Woodley (en) aux élections générales de 2024. Sa famille vit dans la région 14 ans avant qu'elle ne soit sélectionnée comme candidate. Yang explique qu'une partie de sa motivation pour se présenter comme candidate provient du fait qu'elle a été témoin des « dommages causés par l'austérité à notre communauté » dans la région.
En juillet 2024, elle remporte la circonscription nouvellement créée avec 18 209 voix, battant le candidat du Parti conservateur qui a reçu 17 361 voix, devenant la première députée d'origine chinoise du Royaume-Uni. Avant d'être députée, Yang a soutenu les droits des Hongkongais au Royaume-Uni (en) et a critiqué la loi de 2020 sur la sécurité nationale à Hong Kong du gouvernement chinois.
Yang est quaker et a prêté serment au Parlement en prononçant une affirmation solennelle (en) le 10 juillet 2024[réf. nécessaire].